# بيتا-2 ترانسفيرين
بيتا-2 ترانسفيرين هي أحد الأشكال المختلفة للبروتين الخالي من الكربوهيدرات (اللعابية) لـلترانسفيرين، الموجودة في السائل المخي بشكل حصري تقريبًا. وهي غير موجودة في الدم أو المخاط أو الدموع، مما يجعلها علامة محددة للسائل المخي، ويتم فحصها في حالة التشكك في حدوث حالة من تسرب السائل المخي.
ويكون لبيتا-2 ترانسفيرين دور إيجابي أيضًا في حالة المرض بتسرب الِّلمْفِ المُحيطِيّ، حيث يكون أيضًا في الأذن الداخلية للمْفِ المُحيطِيّ. لذا فإن وجود بيتا-2 ترانسفيرين في السيلان الأذني قد يشير إما إلى تسرب نخاعي أو تسرب اللمف المحيطي.